# Serpente da visão

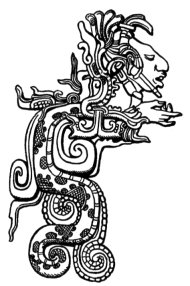
A Serpente da visão

A Serpente da visão é uma criatura importante na mitologia maia pré-colombiana, embora o próprio termo esteja lentamente se tornando desatualizado.
A serpente era um símbolo social e religioso muito importante, reverenciado pelos maias. A mitologia maia descreve as serpentes como sendo os veículos pelos quais os corpos celestes, como o sol e as estrelas, cruzam os céus. A troca de pele os tornava um símbolo de renascimento e renovação.
Eles eram tão reverenciados, que uma das principais divindades mesoamericanas, Quetzalcoatl, era representada como uma serpente emplumada. O nome significa "serpente preciosa/com penas" (do náuatle, "quetzalli" é usado para descrever o pássaro, suas penas ou algo precioso, dependendo do contexto, e "coatl" significa cobra ou serpente).
A serpente da visão é considerada a mais importante das serpentes maias. "Geralmente era barbudo e tinha um focinho arredondado. Também era frequentemente retratado como tendo duas cabeças ou com o espírito de um deus ou ancestral emergindo de suas mandíbulas." Durante os rituais de sangria maia, os participantes tinham visões nas quais se comunicavam com os ancestrais ou deuses. Essas visões assumiram a forma de uma serpente gigante "que servia como um portal para o reino espiritual". O ancestral ou deus que estava sendo contatado era retratado como emergindo da boca da serpente. A visão da serpente passou a ser o método pelo qual os ancestrais ou deuses se manifestavam aos maias. Assim, para eles, a serpente da visão era um elo direto entre o reino espiritual dos deuses e o mundo físico.
A Serpente da Visão remonta às concepções maias anteriores e está no centro do mundo como eles o conceberam. "Está no eixo central no topo da Árvore do Mundo. Essencialmente, a Árvore do Mundo e a Serpente da Visão, representando o rei, criaram o eixo central que se comunica entre os mundos ou planos espirituais e terrestres. É por meio do ritual que o rei pode trazer o eixo central à existência nos templos e criar uma porta para o mundo espiritual e, com ele, o poder."
A Serpente Visão é predominante em cerimônias de derramamento de sangue, em práticas religiosas maias, joias maias, cerâmica e sua arquitetura.

## Leituras adicionais
- Coe, Michael D. (1992). Breaking the Maya Code. London: Thames & Hudson. ISBN 0-500-05061-9. OCLC 26605966
- Graham, Ian; Eric von Euw (1977). Corpus of Maya Hieroglyphic Inscriptions: Vol. 3, Part 1. Cambridge, MA: Peabody Museum of Harvard University
- Ivanoff, Pierre (1973). Monuments of Civilization: Maya. New York: Brosset & Dunlap. ISBN 0-448-02020-3
- Schele, Linda; David Freidel (1990). A Forest of Kings: The Untold Story of the Ancient Maya. New York: William Morrow. ISBN 0-688-07456-1. OCLC 21295769
- Schele, Linda; Mary Ellen Miller (1992). Blood of Kings: Dynasty and Ritual in Maya Art. Justin Kerr (photographer) 2nd pbk reprint with corrections ed. New York: George Braziller. ISBN 0-8076-1278-2. OCLC 41441466